# 莱斯屈尔雅乌勒
莱斯屈尔雅乌勒（法語：Lescure-Jaoul，法語發音：[lɛskyʁ ʒaul]）是法国阿韦龙省的一个市镇，属于罗德兹区。

## 地理
莱斯屈尔雅乌勒（44°13'51"N, 2°8'46"E）面积18.52 平方千米，位于法国奧克西塔尼大區阿韦龙省，该省份为法国南部内陆省份，位于法國中央高原南部，北起顺时针与康塔爾省、洛泽尔省、加尔省、埃罗省、塔恩省、塔恩-加龙省和洛特省接壤。
与莱斯屈尔雅乌勒接壤的市镇（或旧市镇、城区）包括：博尔和巴尔、吕纳克、拉萨尔沃塔-佩拉莱斯、下塞加拉、茹克维耶勒。

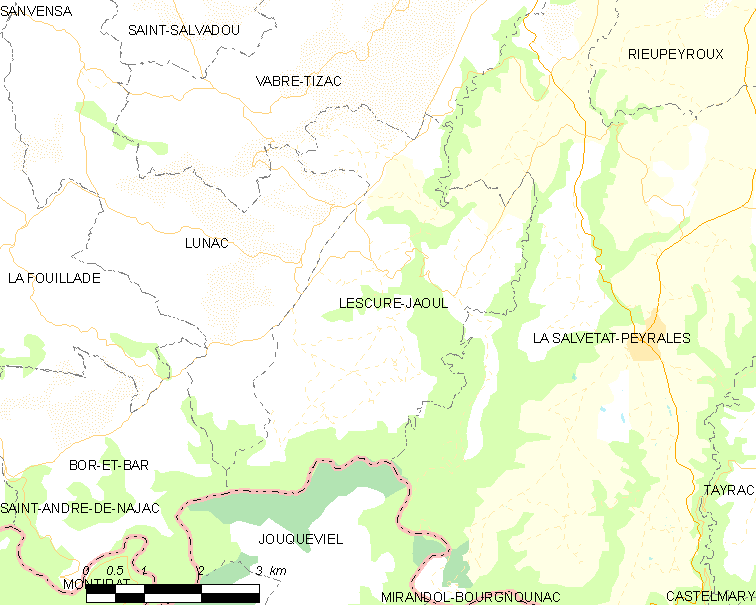
莱斯屈尔雅乌勒的OSM定位图

莱斯屈尔雅乌勒的时区为UTC+01:00、UTC+02:00（夏令时）。

## 行政
莱斯屈尔雅乌勒的邮政编码为12440，INSEE市镇编码为12128。

## 政治
莱斯屈尔雅乌勒所属的省级选区为阿韦龙-塔恩县。

## 人口

1962-2008年间莱斯屈尔雅乌勒人口变化图示

莱斯屈尔雅乌勒于2022年1月1日时的人口数量为222人。